# NVI F.K.32

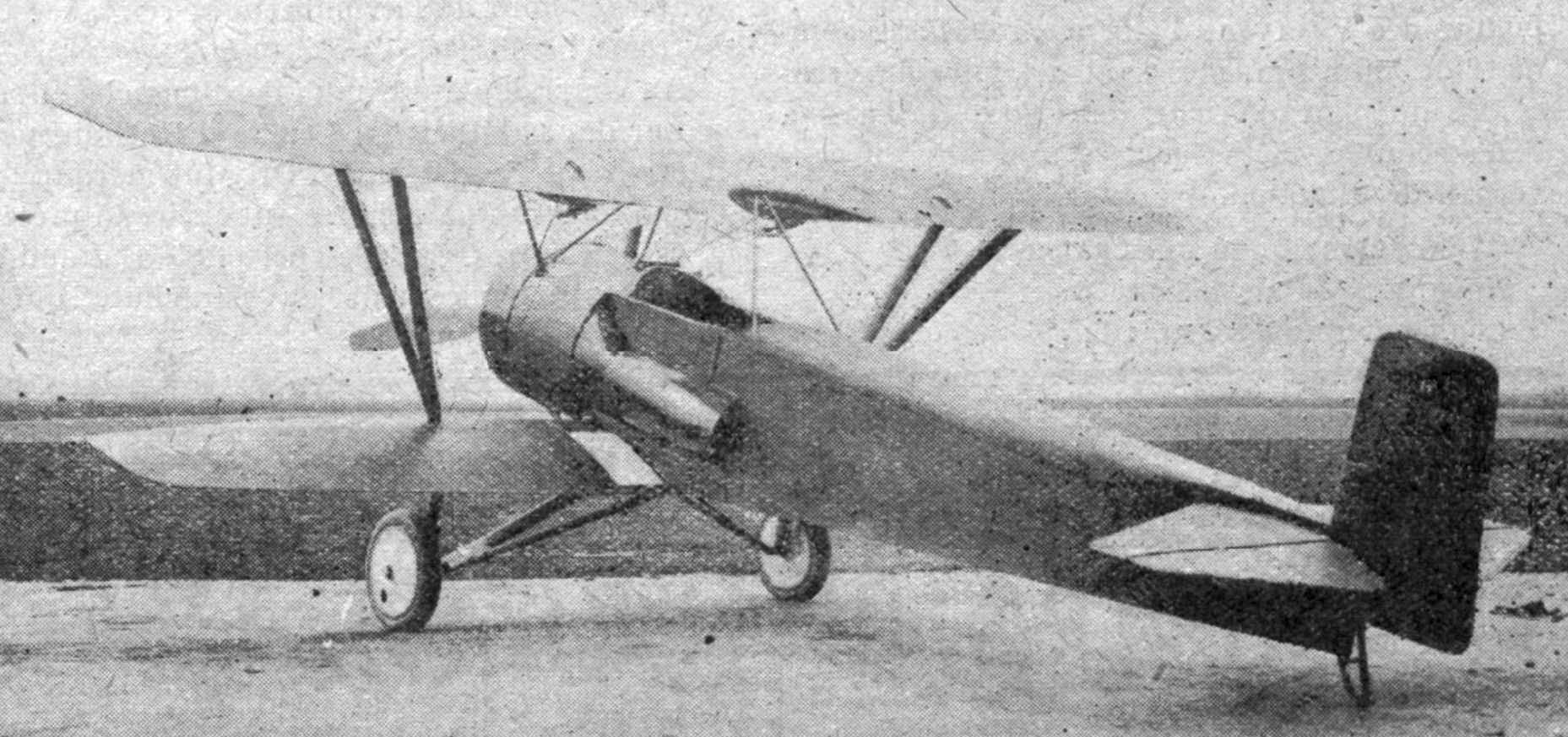
NVI F.K.32 (1926)

De NVI F.K.32 was een militair tweedekker trainingsvliegtuig, gebouwd door de Nationale Vliegtuig Industrie (NVI). De tandem tweezitter, ontworpen door Frits Koolhoven, maakte zijn eerste vlucht op 28 april 1925.

## Historie
De LA-KNIL was op zoek naar een vervanger voor de verouderde Avro 504 uit 1919 en schreef een competitie uit in Nederlands-Indië. Hieraan deden terplekke een Fokker S.IV en een Saulnier hoogdekker mee. Speciaal voor de LA-KNIL competitie ontwierp de NVI het F.K. 32 trainingstoestel. Om onopgehelderde redenen is het vliegtuig echter nooit in Nederlands-Indië beland en het is onbekend wat er met het toestel is gebeurd. 
Zowel de Fokker als de Saulnier maakten tijdens de vliegproeven onvoldoende indruk voor een bestelling en uiteindelijk bleef de LA-KNIL nog vele jaren vliegen met de oude Avro 504 toestellen.

## Specificaties
- Type: NVI F.K.32

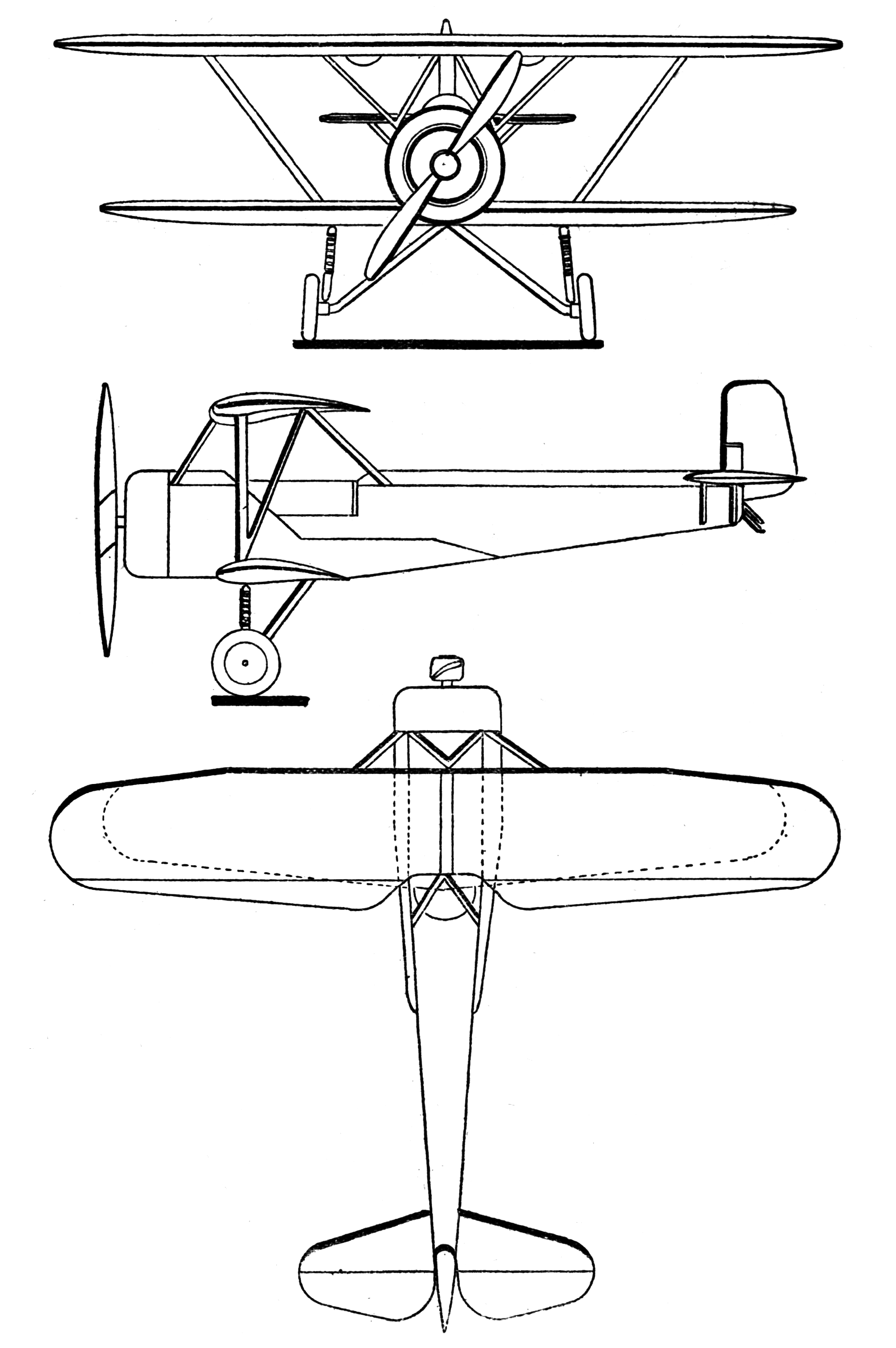
NVI F.K.32 tekening

- Fabriek: Nationale Vliegtuig Industrie
- Rol: Trainer
- Bemanning: 2 (Instructeur en leerling)
- Lengte: 7,10 m
- Spanwijdte: 8 m
- Maximum gewicht: 870 kg
- Motor: 1 × Clerget 9B negencilinder rotatiemotor, 97 kW (130 pk)
- Propeller: Tweeblads
- Eerste vlucht: 1925
- Aantal gebouwd: 1

Prestaties
- Maximumsnelheid: 150 km/u (op 4000 m)